# Delantero (hockey sobre hielo)

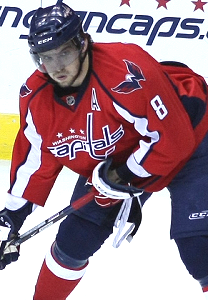

En el hockey sobre hielo, un delantero es un jugador, y una posición sobre el hielo, cuya principal responsabilidad es marcar y asistir goles.
Generalmente, los delanteros intentan permanecer en tres carriles diferentes del hielo de portería a portería. Sin embargo, no es obligatorio permanecer en un carril. Permanecer en un carril ayuda a formar la estrategia ofensiva común conocida como triángulo; un delantero obtiene el disco y luego los delanteros lo pasan entre ellos haciendo que el portero se mueva de lado a lado. Esta estrategia abre la red para oportunidades de gol. Esto permite un flujo constante del juego, intentando mantener el control del juego por parte de un equipo en la zona ofensiva. Los delanteros pueden pasar a los jugadores de la defensa que juegan en la línea azul, liberando así el juego y permitiendo un tiro desde el punto (posición de la línea azul donde se encuentra la defensa) o un pase de regreso a la ofensiva. Esto entonces arma el triángulo nuevamente.
Los delanteros también comparten responsabilidades defensivas en el hielo con los defensas. Cada equipo tiene tres delanteros en cada línea: el extremo izquierdo, el centro y el extremo derecho.